# Oostenrijkse grenspaal

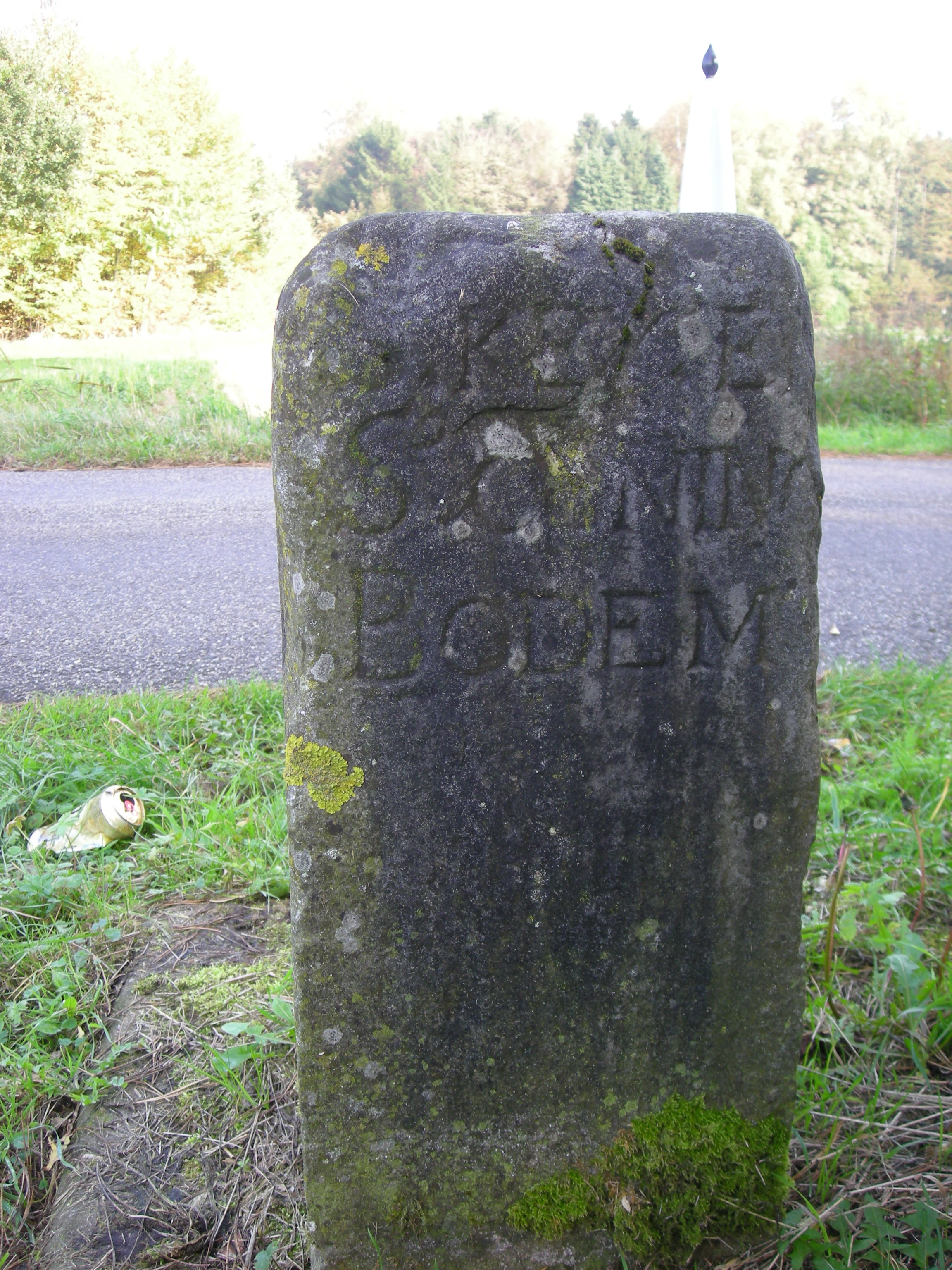
Historische Oostenrijkse-Staatse grenspaal op huidige grens Nederland-België op de kruising van de Lekestraat en de Lekebeek in Stekene

De Oostenrijkse grenspaal is een grenspaal uit 1722 die de grens aangaf tussen de Oostenrijkse Nederlanden en de Republiek. De paal bevindt zich aan de Belgisch-Nederlandse grens tussen Stekene en Hulst.
Aan de Staatse (Nederlandse) zijde vindt men het opschrift Staeten Bodem. Aan de Oostenrijkse (Belgische) zijde meldt het opschrift S’Keysers, S’Conincks Bodem. Oorspronkelijk stonden er vier van dergelijke grenspalen in Stekene. Het hier beschreven exemplaar werd herplaatst in 1993 in het kader van de grensoverschrijdende samenwerking tussen de gemeenten Hulst en Stekene.